# Sarobides cinnaberrina
Sarobides cinnaberrina är en fjärilsart som beskrevs av Pieter Cornelius Tobias Snellen. Sarobides cinnaberrina ingår i släktet Sarobides och familjen nattflyn. Inga underarter finns listade.